# Женская сборная Индии по волейболу
Женская национальная сборная Индии по волейболу (англ. India women's national volleyball team, хинди भारतीय महिला राष्ट्रीय वॉलीबॉल टीम) — представляет Индию на международных волейбольных соревнованиях. Управляющей организацией выступает Волейбольная федерация Индии (VFI).

## История
Волейбол появился в Индии в 1910 году благодаря популяризаторской деятельности Ассоциации молодых христиан (YMCA). Волейбольная федерация Индии была основана в 1951 и в том же году вступила в Международную федерацию волейбола (ФИВБ), а ещё через год стала одним из учредителей Азиатской конфедерации волейбола.
Дебют женской сборной Индии в официальных международных соревнованиях состоялся уже на первом чемпионате мира, прошедшем в 1952 году в Москве. Индийская национальная команда стала единственной неевропейской сборной, принявшей участие в турнире. Во всех 7 проведённых играх она уступила своим соперникам с одинаковым счётом 0:3.
Следующее появление женской сборной Индии на международной арене состоялось лишь спустя 11 лет, когда в Дели прошёл азиатский олимпийский квалификационный турнир. На нём хозяйки соревнований выступили неудачно, проиграв все свои 4 матча.
В последующем национальная команда Индии полвека не участвовала в отборочных турнирах ни Олимпийских игр, ни чемпионатов мира. Лишь в 2013 году она пыталась квалифицироваться на мировое первенство 2014, но, пройдя первый отборочный этап за счёт выигрыша у сборной Узбекистана 3:0, в своей группе финального раунда квалификации вполне прогнозируемо оказалась не в состоянии бороться за две путёвки на чемпионат мира, уступив сборным Китая, Казахстана и Южной Кореи и победив только команду Новой Зеландии.
В азиатских волейбольных первенствах сборная Индии неизменно оказывается среди аутсайдеров. Лучшим её достижением в континентальных чемпионатах до сих пор остаётся 7-е место, занятое индийскими волейболистками в 1979 году, но на том чемпионате это место было последним. В последующем участие национальной команды Индии в чемпионатах Азии было нерегулярным и безуспешным.
Все медальные достижения женской сборной Индии связаны только с Южноазиатскими играми, в волейбольных турнирах которых она неизменно первенствует уже 5 раз подряд. Следует заметить, что ввиду низкого уровня развития волейбола в Южной Азии женская составляющая этого вида спорта включается в упомянутые субконтинентальные игры нерегулярно.
В декабре 2014 года в Непале прошёл первый чемпионат Южной Азии с участием пяти команд региона. Первое место заняла сборная Индии, уверенно обыграв всех своих соперников в круговом турнире (команды Непала, Шри-Ланки, Мальдивской Республики и Бангладеш).

## Результаты выступлений и составы

### Олимпийские игры
- 1964 — не квалифицировалась

В последующих олимпийских волейбольных турнирах сборная Индии участия не принимала.
- 1964 (квалификация): Надира Кхалили, Парамджит, Пушпа Валах, Кришна Кумари, Индерпал, Икбал, Калавати, Сита Нарайян, Субейда, Молини Редди, Ума Капур.

### Чемпионаты мира
Сборная Индии приняла участие только в двух чемпионатах мира (основной и квалификационный турниры).
- 1952 — 8-е место
- 2014 — не квалифицировалась

- 2014 (квалификация): Приянка Кхедкар, Альфонса Маннапарамбил, Рекха Срисайлам, Анусри Гхош, Сумья Венгадан, Тиджи Раджу, Нирмала Каур, Терин Энтони, Срутхи Мол Ниттур, Мини Мол Абрахам, Нишья Джозеф, Бабитха Качери. Тренер — Мина Махалингам.

### Чемпионат Азии
| - 1975 — не участвовала - 1979 — 7-е место - 1983 — не участвовала - 1987 — не участвовала - 1989 — не участвовала - 1991 — 14-е место - 1993 — не участвовала - 1995 — не участвовала - 1997 — не участвовала - 1999 — не участвовала - 2001 — не участвовала | - 2003 — не участвовала - 2005 — 11-е место - 2007 — не участвовала - 2009 — 11-е место - 2011 — 11-е место - 2013 — 10-е место - 2015 — 10-е место - 2017 — не участвовала - 2019 — 10-е место - 2023 — 7-е место |

- 2013: Приянка Кхедкар, Альфонса Маннапарамбил, Рекха Срисайлам, Анусри Гхош, Сумья Венгадан, Тиджи Раджу, Нирмала Каур, Терин Энтони, Срутхи Мол Ниттур, Мини Мол Абрахам, Нишья Джозеф, Бабитха Качери. Тренер — Мина Махалингам.
- 2015: Нармадха Панчангатхисваран, Рекха Срисайлам, Анусри Гхош, Муралидхаран Шьямала Пурнима, Путхия-Пурайил Решма, Анджу Балакришнан, Тиджи Раджу, Нирмала Каур, Прити Мишра, Терин Энтони, Срутимол Ниттур, Срутхи Мурали. Тренер — Рам Прасад Тейлор.
- 2019: Ричу-Мэри Тханкачан, Асвати Равиндран, Рекха Срисайлам, Анусри Гхош, Анджу Балакришнан, Сурья Савант, Джини-Коват Шаджи, Сародж Кумари-Пиплода, Нирмала Каур, Срутхи Мурали, Асвами Кандотх, Минимол Абрахам, Анусри Камбратх-Пойилил, Ананная Дас. Тренер — Вайшали Пхадтаре.

### Азиатские игры
| - 1962 — не участвовала - 1966 — не участвовала - 1970 — не участвовала - 1974 — не участвовала - 1978 — не участвовала - 1982 — 6-е место - 1986 — не участвовала - 1990 — не участвовала | - 1994 — не участвовала - 1998 — не участвовала - 2002 — не участвовала - 2006 — не участвовала - 2010 — 9-е место - 2014 — 8-е место - 2018 — 10-е место - 2022 — 9-е место |

- 2010: Минимол Абрахам, Терин Энтони, Приянка Бора, Принси Джозеф, Р.Каттурамбатх, Приянка Кхедкар, Асвани Киран, Дж.Палаккаматтатхил, Тиджи Раджу, Шиби Кочувитил, Кумаранка Тхоттангал, Сумья Венгадан.
- 2014: Приянка Кхедкар, Рекха Срисайлам, Анусри Гхош, Муралидхаран Шьямала Пурнима, Сумья Венгадан, П.В.Шиба, Тиджи Раджу, Нирмала Каур, Терин Энтони, Прити Сингх, Срутимол Ниттур, П.П.Решма. Тренер — Рам Прасад Тейлор.
- 2018: Приянка Кхедкар, Асвати Равиндрам, Рекха Срисайлам, Анджу Балакришнан, Сурья Савант, Джини Кават Шаджи, Фатима Руксана Кхатун, Нирмала Каур, Срути Мурали, Асвани Кандотх, Анусри Гхош, Анджали Бабу, Минимол Абрахам, Анусри Камбрат Пойилил. тренер — Г. Э. Сридхаран.

### Азиатский Кубок вызова
- 2022 —  2-е место
- 2023 — 4-е место
- 2024 — 5-е место

### Южноазиатские игры
- 1-е место — 1993, 1995, 1999, 2006, 2016, 2019.
- 2-е место — 1991.

- 2019: Нирмала Каур, Асвати Равиндран, Рекха Срисайлам, Анусри Гхош, Муралидхаран Шьямали Пурнима, Сурья Савант, Джини-Коват Шаджи, Приянка Бора, Срутхи Мурали, Терин Энтони, Энджел Джозеф, Минимол Абрахам, Анусри Камбратх-Пойилил, Ананная Дас. Тренер — Вайшали Пхадтаре.

### Чемпионат Южной Азии
- 1-е место — 2014.

### Чемпионат CAZA[2]
- 2023 — 1-е место
- 2024 — 1-е место

## Состав
Сборная Индии в розыгрыше Азиатского Кубка вызова 2024
| №  | Имя, фамилия                 | Год рождения | Рост | Амплуа      | Клуб                      |
| -- | ---------------------------- | ------------ | ---- | ----------- | ------------------------- |
| 1  | Пуджа Прасад Нарендра        | 1997         | 176  | нападающая  | Карнатака                 |
| 2  | Асвати Равиндран             | 1997         | 160  | либеро      | Керала                    |
| 4  | Шаалини Сарванан             | 2000         | 173  | центральная | Тамил-Наду                |
| 5  | Шилпа Раджендран Наир Синдху | 2002         | 189  | центральная | «Гандаки Тандерс» Покхара |
| 6  | Сурья Савант                 | 1998         | 184  | центральная | «Читван Шакти» Бхаратпур  |
| 7  | Джини-Коват Шаджи            | 1996         | 172  | связующая   | «Мадхеш Юнайтед» Биргандж |
| 8  | Асвани Кандот                | 1996         | 179  | центральная | «Индиан Рэйлуэйз»         |
| 9  | Роли Патхак                  | 2002         | 177  | нападающая  | Мадхья-Прадеш             |
| 10 | Кавита                       | 2006         | 177  | нападающая  | Раджастхан                |
| 11 | Радхакришнан Анага           | 2002         | 183  | нападающая  | Керала                    |
| 13 | Анусри Камбратх-Пойилил      | 1997         | 177  | нападающая  | «Читван Шакти» Бхаратпур  |
| 14 | Пурна Шукла                  | 2002         | 180  | центральная | Гуджарат                  |
| 17 | Джухи Шоу                    | 1995         | 168  | связующая   | «Гандаки Тандерс» Покхара |
| 18 | Ананья Дас                   | 2000         | 157  | либеро      | Одиша                     |

- Главный тренер — Джай Нарайн.
- Тренеры — Лотак Бинду Даш, Равиндра Баншту.